# Богуславская, Людмила
Людмила Богуславская (пол. Ludmiła Bogusławska, урожд. Людмила Александрoвна Сивербрик; род. 10 июня 1897, Гатчина — 26 апреля 1968 года, Лондон) — польская автомобилистика русского происхождения, победительница I автопробега пани (I Rajd Pań), пилот и путешественница, участница варшавского восстания.

## Биография
Родилась 10 июня 1897 в Гатчине в России, как Людмила Сивербрик (Sieverbrück). Была внучатой племянницей, происходящего из Ревеля (сейчас Таллин) Георга фон Сивербрюка, который осел в России. Будущего мужа Михаила она встретила в 19 лет во время Первой мировой войны, когда была сестрой милосердия в прифронтовых больницах, а он служил в российской армии, сражаясь с немцами. Они поженились спустя год, а год или два спустя переехали в Варшаву со своим первым ребенком — дочерью Ядвигой. Они совместно открыли польское представительство Lancia, шин Michelin и инструментов Black & Decker. В семейном предприятии Людмила работала каждый день, отвечая за офисную работу. В то время как ее муж был увлеченным предпринимателем, Людмила хотела участвовать в гонках и завоевывать призы.
В 1924 году она приняла участие, как единственная женщина, в 300-километровом ралли по дорогам общего пользования. Заняла пятое место со средней скоростью 98 км/ч. В следующем году в III польской автогонке также достигла достойных результатов.

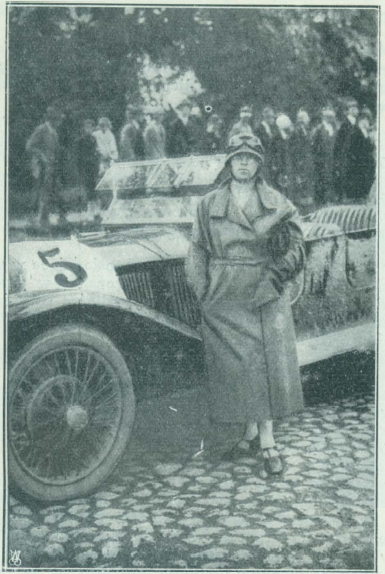
Людмила Богуславская на фоне лянчи

27 июня 1926 года во Всепольском ралли пани — первой в истории автомобилестроения гонки женщин — Людмила за рулем Lancia Lambda финишировала первой, опередив 16 других гонщиц, в том числе Надзею Мархалевскую, жену представителя Fiat, и Грету Турнау, спутницу владельца салона Citroën. Маршрут шел из Варшавы через Зегже, Сероцк, Вышкув Острув, Замбрув, Ломжу, Остроленку, Ружан, Пултуск, Сероцк, Зегже, Яблонну обратно в место старта, его длина составляла 300 километров. Лянча Богуславской достигла средней скорости 60 километров в час. На маршруте Богуславской пришлось самой прогонять животных с дороги. За победу она получила приз Автоклуба Польши — большой кубок «хрустальный, оправленный в золото», а также золотую медаль и диплом.
Во время варшавского восстания была санитаркой. Ее золотая медаль от первого выигранного автопробега пропала тогда навсегда. После восстания попала в плен. Работала сестрой в больнице в лагере для военнопленных Цайтхайн, затем на принудительных работах на заводе боеприпасов в Хемнице, а после союзнической бомбардировки завода — в лагере для военнопленных женщин в Оберлангене. Через год служила во 2-м польском армейском корпусе сестрой в военном госпитале. Вернулась в Польшу в 1946 году.
После войны была сначала переводчиком, а затем секретарем на Факультете журналистики Варшавского Университета. После смерти мужа уехала из Польши. Умерла 26 апреля 1968 года в Лондоне.